# Winds
Winds é uma banda de progressive metal formada em 1998, na Noruega. As letras são escritas por Andy Winter e abordam temas como o existencialismo (filosofia).

## Biografia
Em 1998 os caminhos de Carl August Tidemann, Jan Axel Von Blomberg e Andy Winter cruzaram-se. Estes três começaram a trabalhar juntos e dois anos depois este trabalho resulta no álbum Of Entity and Mind. Este álbum foi muito bem recebido pelos fans e a banda conseguiu um contrato com a gravadora Avantgarde Music.
Depois de gravarem o álbum Reflections of the I, em 2002, a gravadora The End Records contactou a banda e, depois de chegarem a aacordo, este álbum foi lançado na América. Depois do lançamento de Reflections of the I a banda ficou livre para aceitar contratos de outras gravadoras, e The End Records foi a escolhida. 
O terceiro álbum da banda foi apresentado em 2004, após seis meses de trabalhos em estúdios na Noruega e em Vancouver. 
O mais recente álbum da banda é Prominence and Demise, que foi lançado em 2007.

## Membros

### Actuais
- Lars Eric Si - vocais, baixo
- Carl August Tidemann - guitarra
- Andy Winter  - piano
- Jan Axel Von Blomberg - bateria

### Fundadores
- Paul S - baixo
- K. Haugen - guitarra

## Discografia
- 2001 - Of Entity and Mind
- 2002 - Reflections of the I
- 2004 - The Imaginary Direction of Time
- 2007 - Prominence and Demise[2]